# 広島県道417号小畠荒谷線
広島県道417号小畠荒谷線（ひろしまけんどう417ごう こばたけあらたにせん）は、広島県神石郡神石高原町から府中市に至る一般県道である。

## 概要
神石郡神石高原町上から府中市荒谷町に至る。
1996年（平成8年）に広島県道183号小畠府中線が府中市荒谷町で広島県道388号木野山府中線とに分割されるかたちで成立した路線である。神石郡神石高原町区間は、府中市境付近を除き、比較的整備が進んでいるものの、府中市区間は軽自動車同士が何とかすれ違える道幅の山道が続き、大型車の通行は困難であり、神石郡神石高原町と府中市の両中心部を結ぶ連絡路としては、推奨できる状況ではない。

### 路線データ
- 起点：神石郡神石高原町上（広島県道27号吉舎油木線交点）
- 終点：府中市荒谷町（広島県道388号木野山府中線交点）
- 総延長：約15.2 km

## 歴史
- 1996年（平成8年）4月25日 - 広島県告示第469号により認定。

前身は広島県道183号小畠府中線と広島県道388号木野山府中線。

## 路線状況

### 重複区間
- 広島県道26号新市七曲西城線（神石郡神石高原町父木野）
- 広島県道402号金丸市場線（府中市木野山町）

### 並行する旧街道
- 雲州街道（備後府中ルート）

## 地理

### 通過する自治体
- 神石郡神石高原町
- 府中市

### 交差する道路
| 交差する道路                            | 市町村名 | 市町村名   | 交差する場所 | 交差する場所 |
| --------------------------------------- | -------- | ---------- | ------------ | ------------ |
| 広島県道27号吉舎油木線                  | 神石郡   | 神石高原町 | 上           | 起点         |
| 広島県道26号新市七曲西城線 重複区間起点 | 神石郡   | 神石高原町 | 父木野       |              |
| 広島県道26号新市七曲西城線 重複区間終点 | 神石郡   | 神石高原町 | 父木野       |              |
| 広島県道402号金丸市場線 重複区間起点    | 府中市   | 府中市     | 木野山町     |              |
| 広島県道402号金丸市場線 重複区間終点    | 府中市   | 府中市     | 木野山町     |              |
| 広島県道388号木野山府中線               | 府中市   | 府中市     | 荒谷町       | 終点         |

### 沿線
- 神石高原町役場（起点付近）
- 神石高原町立三和小学校（起点付近）
- 神石高原町立三和中学校（起点付近）

### 峠
- 梨峠（神石郡神石高原町）